# 대한민국 U-14 축구 국가대표팀 선수 명단
이 문서는 대한민국 U-14 축구 국가대표팀 역대 선수 목록에 관한 문서이다.

## 제 2회 동아시아 유스 페스티벌
※ 2002년 11월 3일 기준
FW:
김민 (구리중), 배해민 (마산중앙중), 임세현 (광주중), 조윤진 (천호중), 추상철 (속초중)
MF:
고명진 (석관중), 김정현 (주민진중), 김태연 (천호중), 추정현 (이리동중), 호승욱 (중동중)
DF:
강석구 (오산중), 고요한 (토월중), 김승진 (양평중), 박정민 (제물포중), 이수현 (문일중), 임성택 (봉산중)
GK:
남진우 (동래중)

## AFC U-14 페스티벌
※ 2004년 1월 12일 기준
FW:
곽정술 (현대중), 김태준 (안산부곡중), 임태섭 (동북중), 진룡 (과천문원중)
MF:
김동건 (문래중), 김정현 (역곡중), 배천석 (포철중), 심동운 (풍생중), 최재원 (포철중), 최진수 (현대중)
DF:
고푸름 (풍생중), 김민우 (배재중), 김바른 (안산부곡중), 김용찬 (토월중), 이재훈 (덕천중), 최동기 (포철중)
GK:
김태홍 (광양제철중), 이희성 (현대중)